# Lucio Corsi
Lucio Corsi (n. 15 octombrie 1993, Grosseto, Toscana, Italia) este un cantautor italian. Acesta va reprezenta Italia la Concursul Muzical Eurovision 2025 cu piesa Volevo essere un duro.

## Biografie
Născut în Grosseto, a crescut în Vetulonia și s-a mutat la Milano după absolvirea liceului (liceo scientifico) în 2012.
Influențat inițial de experimentalismul trupei Genesis a lui Peter Gabriel, a compus piese instrumentale de rock progresiv, apoi a trecut către o compoziție ale cărei modele au fost Flavio Giurato și Ivan Graziani. Și-a lansat EP-ul de debut Vetulonia Dakar în 2014 și a semnat cu Picicca Dischi în același an. Pe 7 iunie al acelui an a cântat la Festivalul MI AMI cu piesa Le api,  în timp ce pe 17 august a deschis concertul trupei Stadio în seara finală a festivalului Festambiente.
În 2015 a lansat a doua sa piesă Altalena Boy; ambele EP-uri au fost relansate într-un album de studio intitulat Altalena Boy/Vetulonia Dakar pe 16 ianuarie 2015, distribuit de Sony Music, obținând un răspuns bun din partea criticilor, fiind apreciat pentru stilul său de glam rock și versurile suprarealiste. Este comparat pentru referințe și imagini cu artiști precum David Bowie, Renato Zero, Lou Reed și Tim Burton.   
Cel de-al doilea album Bestiario musicale – un album conceptual despre animalele din regiunea sa, Maremma – a fost lansat pe 27 ianuarie 2017 de Picicca Dischi. De asemenea, a pozat ca model pentru campania Gucci „Cruise 2018” la Palazzo Pitti pe 29 mai 2017 și a participat la proiectul „Gucci Roman Rhapsody” al stilistului Alessandro Michele și al fotografului Mick Rock. Pe 19 și 21 octombrie 2018 a participat alături de Margherita Vicario, Nicolò Carnesi, Dimartino și Fabrizio Cammarata în cele două zile de la When Mediterranean Meets the Gulf. Words and Notes în Abu Dhabi și Al Kuweit, eveniment muzical susținut de Ambasada Italiei și Ministerul Afacerilor Externe și Cooperării Internaționale. 
A semnat cu Sugar Music în 2019 și a lansat al treilea album de studio Cosa faremo da grandi? la 17 ianuarie 2020.
Între 21 octombrie și 11 noiembrie 2020, a fost un invitat obișnuit împreună cu trupa sa, compusă din Antonio Cupertino, Marco Ronconi, Iacopo Nieri, Giulio Grillo, Filippo și Michelangelo Scandroglio, al emisiunii de televiziune L'assedio, găzduită de Daria Bignardi pe canalul Nove.
În 2021, după ce a cântat în cadrul evenimentului „Il Tenco Ascolta” din Piombino pe 27 august, Lucio Corsi este selectat să cânte în competiție pe 22 octombrie la Premiul Tenco ca unul dintre cei mai tineri participanți.

## Discografie

### Albume de studio
- Altalena Boy/Vetuloni Dakar (2015)
- Bestiario musicale (2017)
- Cosa faremo da grandi? (2020)
- La gente che sogna (2023)

### EP-uri
- Vetulonia Dakar (2014)
- Altalena Boy (2015)

### Single-uri
- Cosa faremo da grandi? (2019)
- „Freccia Bianca” (2020)
- „Trieste” (2020)
- „Astronave giradisco/La bocca della verità” (2023)
- „Magia nera/Orme” (2023)
- „Radio Mayday” (2023)

### Alte apariții
- „Il cuore va nell'organico” – Khabum feat. Margherita Vicario și Lucio Corsi (2016)

### Videoclipuri muzicale
- Le api (2014), regia Lucio Corsi
- Søren (2014), regia Lucio Corsi
- Migrazione generale dalle campagne alle città (2014), regia Tommaso Ottomano
- Godzilla (2014), regizat de Tommaso Ottomano
- Altalena Boy (versione „tranquilla”) (2015), regizat de Tommaso Ottomano
- Altalena Boy (versione „sgravata”) (2015), regizat de Tommaso Ottomano
- Cosa faremo da grandi? (2019), regizat de Tommaso Ottomano
- Freccia Bianca (2020), regizat de Tommaso Ottomano
- Trieste (2020), regia Tommaso Ottomano
- Astronave giradisco (2023), regia Tommaso Ottomano
- La bocca della verità (2023), regia Tommaso Ottomano
- Magia nera (2023), regia Tommaso Ottomano
- Radio Mayday (2023), regizat de Tommaso Ottomano